# Yake (wulkan)
Yake (jap. 焼岳 Yake-dake) – wulkan w Alpach Japońskich w Japonii na granicy Matsumoto w prefekturze Nagano i Takayamy w prefekturze Gifu.

## Charakterystyka
Yake to aktywny wulkan w paśmie Hida w Alpach Japońskich. Zaliczany jest do stratowulkanów. Jego ostatnia, niewielka erupcja miała miejsce 11 lutego 1995 roku, eksplozja hydrotermalna spowodowała wówczas śmierć dwóch osób.
Szczyt góry posiada dwa wierzchołki Kita (Północny – niższy) i Minami (Południowy – wyższy). Oddzielone od siebie kraterem z małym jeziorkiem. Ze względów bezpieczeństwa obecnie wspinać się można wyłącznie na niższy wierzchołek 2393 m n.p.m. Podchodząc do szczytu można napotkać wiele otworów, z których wydobywa się gorąca para i daje się wyczuć zapach siarki.

## Szlaki
Na szczyt można dostać się z czterech stron, pięcioma szlakami.
- Pierwszy – prowadzi z północy schodząc ze szczytu Waritani, dla którego jest to jeden z dwóch szlaków.
- Drugi – z północnego zachodu, który prowadzi z Nakao (2:45 godz.).
- Trzeci – ze wschodu, który prowadzi z Kamikōchi (2:40 godz.).

Wszystkie trzy szlaki spotykają się na przełęczy Shinnakao, na której znajduje się schronisko. Dalej na szczyt prowadzi już jedna trasa (1:00 godz.).
- Czwarty – z południa, z przystanku autobusowego Nakanoyu, 3:30 godz. na szczyt.
- Piąty – z południa, z onsenu Nakanoyu, 1:45 godz. do trasy czwartej, i dalej jedną trasą na szczyt.